# Bitwa o Stare Miasto Jerozolimy
Bitwa o Stare Miasto Jerozolimy była stoczona pomiędzy żydowską organizacją paramilitarną Hagana a siłami jordańskiego Legionu Arabskiego o Dzielnicę Żydowską na Starym Mieście Jerozolimy podczas I wojny izraelsko-arabskiej (16-28 maja 1948 r.). Bitwa zakończyła się zwycięstwem Jordańczyków i usunięciem wszystkich Żydów ze Starego Miasta Jerozolimy.

## Tło wydarzeń

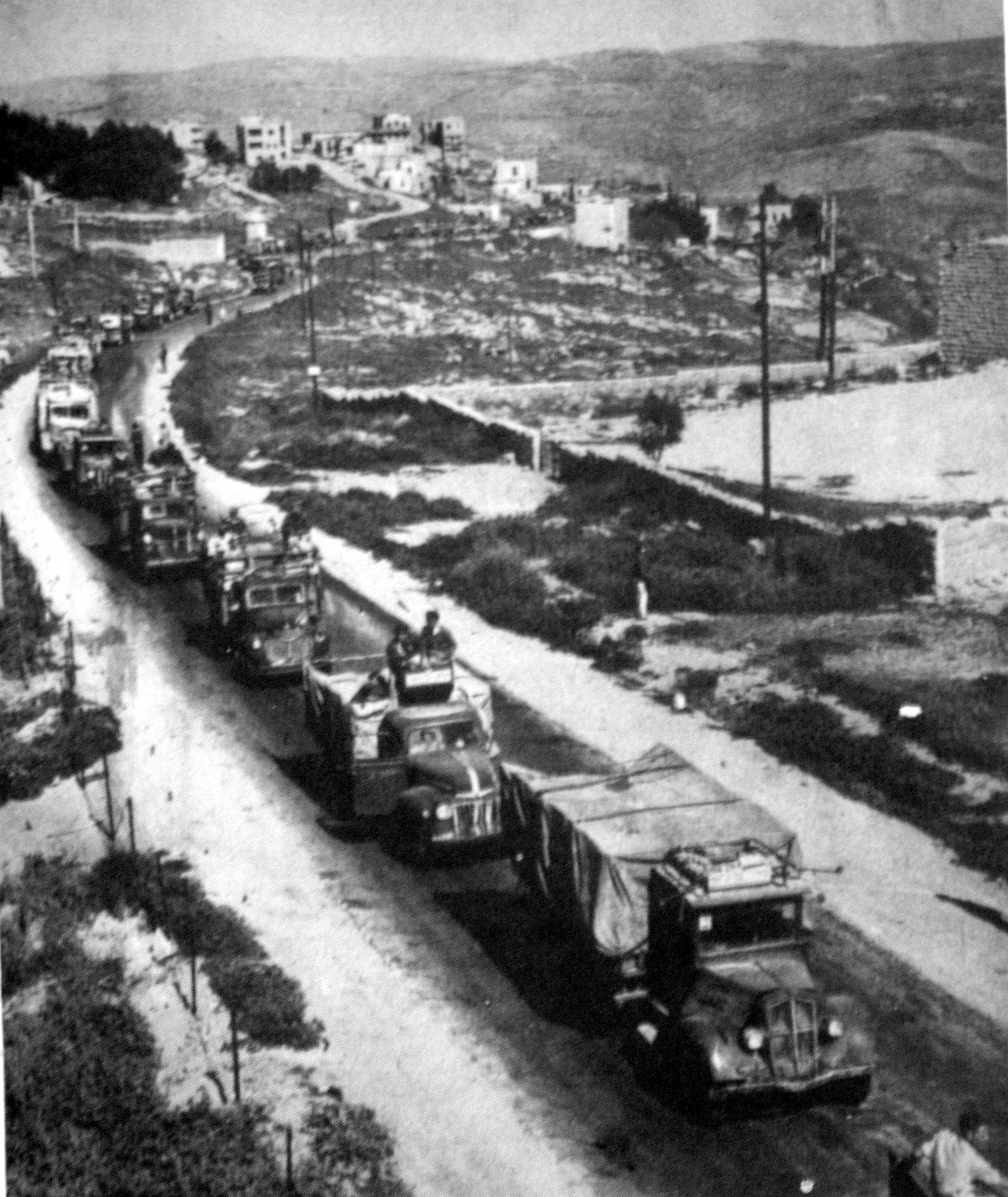
Żydowski konwój zmierza do oblężonej Jerozolimy, kwiecień 1948

Uchwalona 29 listopada 1947 roku Rezolucja Zgromadzenia Ogólnego ONZ nr 181 zakładała, że miasta Jerozolima i Betlejem znajdą się w międzynarodowej strefie pozostającej pod administracją ONZ. Takie rozwiązanie miało zapewnić bezpieczeństwo Staremu Miastu Jerozolimy, w którym znajdowały się najświętsze miejsca chrześcijaństwa, judaizmu i islamu. Rezolucja wywołała różne reakcje wśród Żydów, jednak przywództwo polityczne społeczności żydowskiej w Mandacie Palestyny postanowiło nie prowadzić działań militarnych w Starym Mieście. Obawiano się, że starcia mogą spowodować uszkodzenie świętych miejsc. Postanowiono także, że w celu uniknięcia arabskich prowokacji, obrona Dzielnicy Żydowskiej na Starym Mieście w Jerozolimie otrzyma ścisłe instrukcje postępowania. Nie mogli się oni angażować w żadne starcia zbrojne, a jedyną sytuacją dopuszczającą użycie przemocy było ratowanie życia. W ten sposób wśród dowództwa Hagany powstało przekonanie, że Stare Miasto Jerozolimy nigdy nie będzie dotknięte wojną. Koncepcja ta była zaszczytna, zaważyła jednak o losach całej dzielnicy i jej mieszkańców.
Różne są szacunki liczebności Żydów zamieszkujących Dzielnicę Żydowską Starego Miasta w Jerozolimie w 1947 roku. Dane wskazują na liczbę pomiędzy 2 tys. a 2,5 tys. osób, co stanowiło około 10% mieszkańców Starego Miasta. Większość Żydów było ubogimi osobami w podeszłym wieku. Gdy rozpoczęła się Wojna domowa w Mandacie Palestyny Jerozolima została odcięta od osiedli żydowskich położonych na wybrzeżu. Dodatkowo w samym mieście, odizolowaną żydowską enklawą stała się Dzielnica Żydowska na Starym Mieście. Jedyną łączność i komunikację Dzielnicy Żydowskiej z dzielnicami żydowskimi położonymi w Zachodniej Jerozolimie utrzymywały połączenia autobusem linii numer 2. Liczba Żydów mieszkających na Starym Mieście Jerozolimy:
Pierwsze strzały w Dzielnicy Żydowskiej padły w dniu 3 grudnia 1947 roku. Ostrzelany został wówczas autobus linii numer 2. W wyniku ostrzelania zginął jeden Żyd, a ośmiu zostało rannych. Zamach wywołał wzburzenie żydowskiej społeczności miasta. 10 grudnia żydowska organizacja paramilitarna Irgun powołała swojego dowódcę na Starym Mieście - został nim Joel Friedler („Amnon”). Dowodził on 10-osobowym oddziałem, który na swoim uzbrojeniu posiadał zaledwie dwa karabiny, dwa karabiny maszynowe, kilka pistoletów i granatów. Dowódcą sił Hagany był Jisra’el Amir. Dowodził on 60 osobami, które posiadały na swoim uzbrojeniu 16 karabinów i 25 pistoletów. W odwecie na arabski zamach, Irgun zaatakował arabskie pozycje na Starym Mieście. Wymiana ognia trwała przez siedem godzin i zakończyła się śmiercią arabskiego dowódcy. W strzelaninie zginęło również dwóch Żydów, a jeden został ranny. Następnego dnia Irgun zdetonował bombę podłożoną w Bramie Damasceńskiej.
Brytyjskie władze mandatowe natychmiast po strzelaninie wprowadziły na Stare Miasto swoje siły wojskowe. Brytyjscy żołnierze przeprowadzili przeszukiwania domów w poszukiwaniu ukrytej broni. W trakcie tej operacji znaleziono kilka sztuk broni i aresztowano 15 młodych Żydów (po kilku dniach ich zwolniono). Zachowanie Brytyjczyków naruszało zasady neutralności, ponieważ w tym samym czasie Arabowie mogli swobodnie poruszać się po Starym Mieście nosząc przy sobie broń. Następnie Brytyjczycy rozmieścili dwa posterunki wojskowe rozdzielające dzielnicę arabską od żydowskiej na Starym Mieście. Gdy 1 stycznia 1948 Arabowie zablokowali komunikację autobusów linii numer 2, Brytyjczycy zaoferowali, że mogą dwa razy w tygodniu eskortować konwój do Bramy Dawida na Starym Mieście. Zastrzegli jednak przy tym, że będą przeprowadzać kontrole w poszukiwaniu broni i amunicji, a na teren Dzielnicy Żydowskiej wstęp będą mieli jedynie mieszkańcy oraz osoby pełniące takie zawody jak lekarz, pielęgniarka lub nauczyciel. W tym samym czasie Arabowie mieli swobodny wstęp na Stare Miasto, równie swobodnie mogli wnosić broń oraz amunicję.
Całkowita izolacja dzielnicy wiązała się z licznymi niedogodnościami i wpływała na decyzje o opuszczeniu Starego Miasta. W ciągu kilku tygodni około 500 Żydów skorzystało z możliwości opuszczeni dzielnicy. Razem z nimi, do 20 stycznia dzielnicę opuściło także 33 obrońców (w tym osiem kobiet). Przez cały ten czas Brytyjczycy prowadzili różnorodne działania mające na celu osłabienie żydowskich sił na Starym Mieście. Od czasu do czasu przeprowadzano aresztowania, aby w areszcie przeprowadzić dokładną kontrolę tożsamości osób zatrzymanych. Wśród zatrzymanych znalazł się także Joel Friedler z Irgunu. Na jego miejsce nowym dowódcą został Isser Nathanson („Gideon”). Dotarł on na Stare Miasto przekupując brytyjskich żołnierzy i przemycając ze sobą broń. W kilka dni później Arabowie wysadzili jeden z domów w Dzielnicy Żydowskiej, a następnie ostrzelali żydowski konwój wjeżdżający do Starego Miasta od strony Morza Martwego. Członkowie Irgunu i Hagany, widząc co się dzieje, otworzyli ogień do arabskich napastników strzelających do konwoju. W odpowiedzi brytyjskie władze mandatowe wprowadziły szereg restrykcji, które spadły na żydowską społeczność Starego Miasta. Ponownie przeprowadzono przeszukania domów i aresztowania. Było to wyraźnym sygnałem dla Arabów, że Brytyjczycy w sytuacji konfliktu na Starym Mieście opowiadają się po stronie arabskiej. Stało się to zachętą do śmielszego postępowania ze strony Arabów.
W dniu 20 stycznia przeprowadzono ewakuację chorych ze szpitala żydowskiego do środkowej części Dzielnicy Żydowskiej (po skurczeniu się granic dzielnicy, szpital znajdował się na terenach arabskich i nie był chroniony). Odpowiedzialność za bezpieczeństwo ewakuacji wzięli na siebie Brytyjczycy. Z tego powodu członkowie Hagany i Irgunu przybyli na miejsce operacji nieuzbrojeni. W pewnym momencie jeden z Arabów otworzył ogień do ewakuowanych chorych Żydów, raniąc cztery osoby (zmarł Joel Friedler - „Amnon” z Irgunu). Następnie, 25 stycznia Arabowie wysadzili dom rabina Icchaka Orensteina (rabin Zachodniego Muru). Na miejscu wybuchu pojawili się brytyjscy żołnierze, którzy zaczęli przeszukiwać okoliczne żydowskie domu - skonfiskowali jeden pistolet i kilka granatów, osłabiając w ten sposób siły żydowskich obrońców. W lutym nowym dowódcą obrony Dzielnicy Żydowskiej został Dawid Sze’alti’el. Nie wierzył on w możliwość obrony dzielnicy i kilkakrotnie żądał od Dawida Ben Guriona ewakuacji wszystkich Żydów ze Starego Miasta. Równocześnie zmieniono dowódcę sił Irgunu na Abrahama Isser Halperina. Spodziewał się on totalnej bitwy o Stare Miasto, która według niego miała rozpocząć się natychmiast po wycofaniu Brytyjczyków. Z tego powodu zawarł on porozumienie pomiędzy siłami Irgunu, Lechi i Hagany na Starym Mieście, uporządkował organizację jednostek, zaprowadził w nich dyscyplinę oraz poprawił kontakty z mieszkańcami dzielnicy. Przeprowadził także rekrutację nowych członków spośród ludności cywilnej, pozyskując około 80 rezerwistów. Brytyjczycy zdołali jednak 3 marca aresztować Halperina i wydalili go ze Starego Miasta. W ten sposób systematycznie rosło napięcie w dzielnicy. Do przesilenia doszło podczas kolejnej akcji przeszukań w dniu 28 marca. W jednym z budynków, zaskoczeni członkowie Irgunu otworzyli ogień do brytyjskich żołnierzy. W rezultacie rozpoczęła się regularna wymiana ognia, a obie strony pośpiesznie ściągały w posiłki w rejon starcia. Wymianę ognia przerwał brytyjski oficer, który wyszedł z podniesionymi rękami i rozpoczął negocjacje. Obie strony zgodziły się na zawieszenie broni, przy czym Brytyjczycy zobowiązali się, że nie będą już poszukiwać broni w Dzielnicy Żydowskiej. W całym starciu straty brytyjskie wyniosły trzech zabitych i czterech rannych, a straty żydowskie jeden zabity i ośmiu rannych. Tego dnia Brytyjczycy zwrócili skonfiskowane uzbrojenie, a żydowscy obrońcy mogli już otwarcie chodzić po dzielnicy z bronią.
Na początku maja, kiedy stało się jasne, że Brytyjczycy wkrótce opuszczą miasto, podjęto ostatnią próbę przemytu amunicji, którą ukryto w podwójnych dnach beczek z paliwem. W dniu 4 maja żydowskie organizacje Hagana, Irgun i Lehi podpisały na Starym Mieście oficjalne porozumienie o współpracy. Naczelnym dowódcą obrony dzielnicy został Dawid Sze’alti’el z Hagany. 13 maja obrońcy dzielnicy liczyli około 150 osób (w tym 42 członków Irgunu i Lehi). Ich uzbrojenie stanowiło 17 karabinów, 45 pistoletów, 42 pistolety maszynowe, dwa karabiny maszynowe, jeden moździerz, 374 granatów ręcznych i około 200 kg materiałów wybuchowych. Do każdego pistoletu było po 300 pocisków, a do karabinów po 500 pocisków. Największym problemem obrońców był brak ciężkiej broni, w tym broni przeciwpancernej.
W dniu 13 maja 1948 roku wojska brytyjskie opuściły Stare Miasto Jerozolimy. Żydowscy obrońcy natychmiast rozpoczęli operację Shfifon, której celem było rozszerzenie granic Dzielnicy Żydowskiej i powiększenie jej zdolności obronnych poprzez przejęcia kontroli nad strategicznymi punktami. Bez napotykania na opór Żydzi zajęli między innymi wieżę Kościoła Greckiego, która wznosi się nad Dzielnicą Ormiańską. Duchowni Ormianie zażądali jednak opuszczenia tego miejsca, ponieważ chcieli oni zachować neutralność swojej dzielnicy. Dowódca żydowskiej obrony Dawid Sze’alti’el wysłuchał tej prośby i nakazał opuszczenie stanowiska na dachu kościoła. Następnego dnia zajęli je Arabowie i zaczęli ostrzeliwać stąd Bramę Dawida, zmuszając jej obrońców do wycofania się. Dopiero pod osłoną nocy mogli oni powrócić na swoje stanowiska obronne. Przez cały ten czas w dzielnicy utrzymywał się względny spokój, a obie strony fortyfikowały swoje pozycje. Cięższa wymiana ognia rozpoczęła się dopiero wieczorem 15 maja.

## Przebieg bitwy

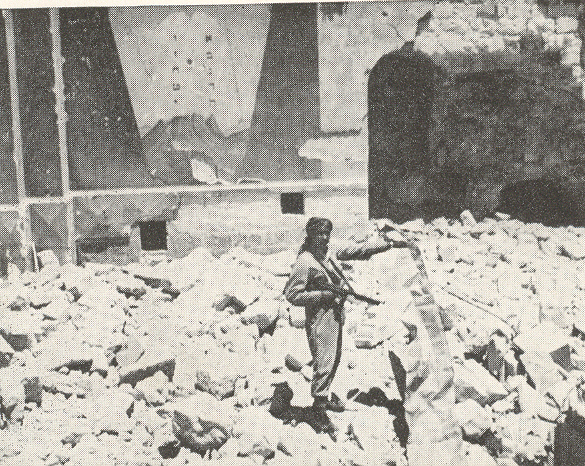
Jordański żołnierz w ruinach synagogi Hurwa

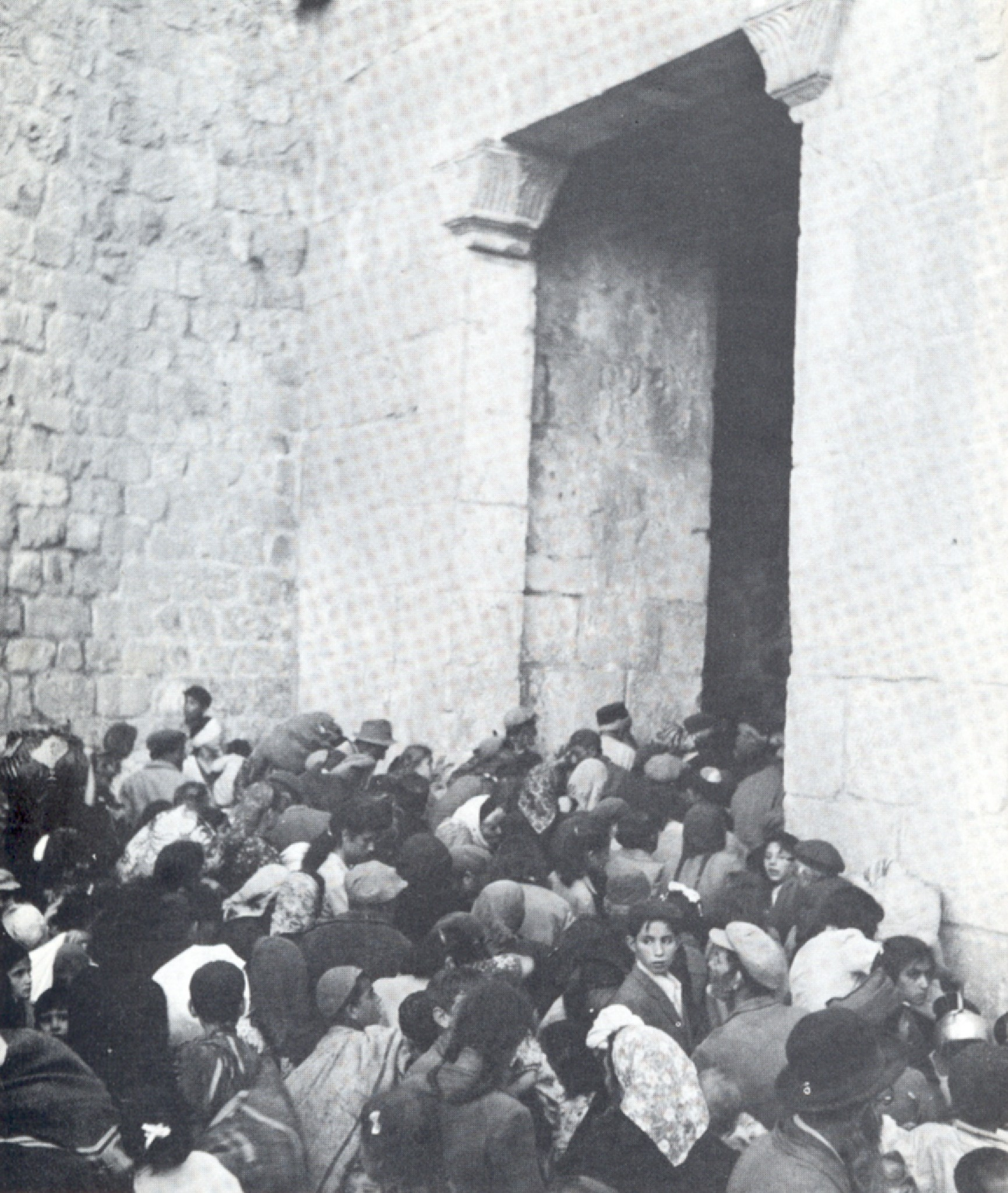
Żydowscy mieszkańcy opuszczają Dzielnicę Żydowską na Starym Mieście Jerozolimy

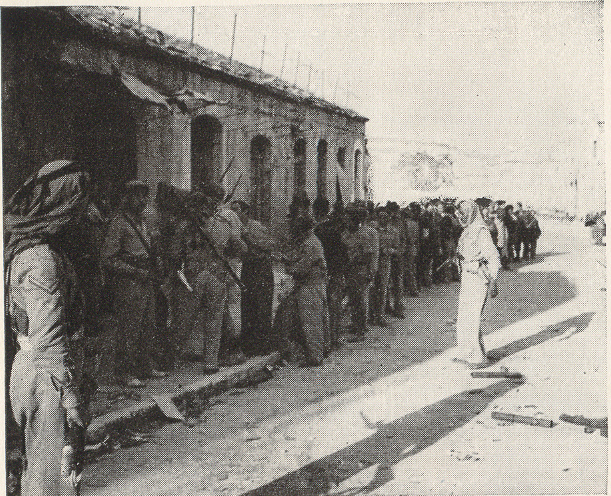
Żydowscy jeńcy wojenni w obozie w Transjordanii

W dniu 16 maja 1948 roku Arabowie natarli bardzo szybko zajmując Dzielnicę Ormiańską i fortyfikując pozycje wokół Kościoła Greckiego. Prowadzili stąd ciężki ostrzał żydowskich pozycji przy Bramie Dawida, zmuszając ich obrońców do wycofania się. Wykorzystując tę lukę w obronie, zajęli ulicę Chabad, wywołując zamieszanie i panikę wśród jej mieszkańców. W tej sytuacji obrońcy musieli prowadzić działania na dwóch frontach jednocześnie: powstrzymując arabskie natarcie oraz panikę, która ogarnęła cywilów. Dopiero zmrok przyniósł wstrzymanie walk. Arabowie zajęli się grabieżą zajętych domów, a linię ich pozycji oznaczał ogień pożarów. Obrońcy wykorzystali dziwne zachowanie Arabów i przejęli w nocy utracone za dnia pozycje. Straty obrońców poniesione pierwszego dnia były ciężkie: trzech zabitych i 18 rannych. Dodatkowo zginęło 21 cywili.
17 maja był dniem najcięższych walk. Od samego rana Arabowie zaczęli nadawać przez głośniki komunikat, wzywający obrońców do poddania się do godziny dziesiątej, w przeciwnym razie cała dzielnica miała zostać zniszczona. Po upływie wyznaczonego czasu, arabskie karabiny maszynowe ostrzelały Dzielnicę Żydowską, po czym Arabowie ponownie zajęli ulicę Chabad, na której zostali powstrzymani przez obrońców. W południe atak został powtórzony i Arabowie zajęli zachodnią część dzielnicy. Równocześnie natarcie było prowadzone od strony północnej. Starcia ustały ponownie o zmierzchu. Straty obrońców w tym dniu wyniosły 3 zabitych i 13 rannych. Tym razem nie było paniki wśród cywilnych mieszkańców dzielnicy, jednak ich przedstawiciele wezwali dowódcę obrony Dawida Sze’alti’ela do poddania się. Sze’alti’el wysłuchał przedstawicieli, jednak odmówił wykonania ich prośby ponieważ obawiał się powtórzenia masakry ludności żydowskiej do jakiej doszło 12 maja w kibucu Kefar Ecjon.
W nocy 17 maja, siły Hagany podjęły próbę przebicie się z posiłkami do Starego Miasta. Główne natarcie batalion Brygady „Ecjoni” skierował w stronę Bramy Jafy, podczas gdy siły Brygady „Harel” (Palmach) przeprowadziła działania dywersyjne. Po północy trzy żydowskie samochody pancerne zdołały dotrzeć pod mury Starego Miasta, zostały jednak uszkodzone przez Arabów. Kiedy straty nacierających osiągnęły 30 osób (sześciu zabitych i 24 rannych), podjęto decyzję o wycofaniu się.
18 maja upłynął stosunkowo spokojnie. Prawdopodobnie Arabowie ponieśli na tyle ciężkie straty, że nie byli w stanie prowadzić dalszych natarć. W dniu tym na Stare Miasto Jerozolimy wkroczył batalion piechoty z jordańskiego Legionu Arabskiego. Batalionem dowodził pułkownik Abd Allah at-Tall. Jego poczynania były ostrożne i starannie zaplanowane. Jordańczycy zajmowali dom po domu, zakładając punkty ogniowe i obserwacyjne umożliwiające im kontrolę całej dzielnicy. Straty obrońców wyniosły jeden zabity i czterech rannych. Sytuacja obrońców była bardzo zła. Ponad połowa z nich była ranna, a zapasy amunicji były na wyczerpaniu (średnio na karabin przypadało po 10 pocisków). Obrońcy wpadli jednak na pomysł, aby samemu produkować granaty. W prowizorycznej fabryce na Starym Mieście powstało ponad 2,5 tys. granatów. Dzięki temu mieli broń do prowadzenia dalszej walki.
W nocy 18 maja wzmocniona posiłkami kompania Palmach podjęła ponowną próbę przebicia się do Starego Miasta. Tym razem natarcie skierowano w stronę Bramy Dawida, poprzez którą przedostano się do Dzielnicy Żydowskiej. Spotkanie z obrońcami dzielnicy było bardzo radosne, jednak w ciągu następnego dnia żołnierze Palmach wycofali się, a Brama Dawida ponownie przeszła w ręce arabskie. Siły obrońców zostały wzmocnione przez 80 ochotników uzbrojonych w 60 karabinów maszynowych. Byli to jednak ludzie słabo wyszkoleni i nie umiejący prowadzić walki w warunkach miejskich. Naprzeciw siebie mieli pięciokrotnie liczniejsze siły arabskie, w tym batalion zawodowych żołnierzy piechoty z Legionu Arabskiego, który posiadał wsparcie artylerii, moździerzy i ciężkich karabinów maszynowych. W starciach 19 maja obrońcy stracili dwóch zabitych i ośmiu rannych.
W dniu 20 maja oddziały Legionu Arabskiego przystąpiły do szturmu na Dzielnicę Żydowską. Jordańczycy prowadzili nieustanny ostrzał moździerzowy dzielnicy, który trwał w dzień i w nocy. W znacznym stopniu utrudniało to ruchy obrońców i miało ważne znaczenie psychologiczne dla mieszkańców dzielnicy, którzy przez cały czas musieli ukrywać się w piwnicach lub podziemnych tunelach. Po ostrzale artyleryjskim, jordańscy żołnierze podkradali się pod stanowiska obrony i podkładali materiały wybuchowe, którymi niszczyli kolejne pozycje obrońców. Dopiero wówczas Jordańczycy zajmowali zniszczoną pozycję. W ten sposób wysadzono kilkanaście domów, w tym synagogę Nissan Beck. Chociaż postęp był powolny, umożliwiał on Jordańczykom w znacznym stopniu zmniejszyć liczbę własnych ofiar. Obrońcy stracili w tym dniu pięciu zabitych i 10 rannych.
W ciągu następnych dwóch dni Legion Arabski przegrupowywał siły i na Starym Mieście było stosunkowo spokojnie. Jordańczycy przygotowali samochody pancerne do wprowadzenia na wąskie uliczki Dzielnicy Żydowskiej. Zgrupowano je razem z czołgiem przed Bramą Dawida, nie wprowadzono je jednak do walki. W czwartek 23 maja, Jordańczycy wznowili ostrzał dzielnicy. Tego dnia obrońcy stracili czterech zabitych i czterech rannych. Następnego dnia liczba ataków Jordańczyków wzrosła. Wysadzany był dom po domu, a nacierający posuwali się do przodu pod osłoną silnego ognia prowadzonego przez ciężkie karabiny maszynowe. 26 maja Jordańczycy ponownie wezwali obrońców przy pomocy głośników do poddania się w ciągu siedmiu godzin - w przeciwnym razie cała dzielnica miała zostać zniszczona. Przedstawiciele mieszkańców zażądali wówczas od dowództwa ogłoszenia kapitulacji, aby w ten sposób uratować tych, którzy jeszcze pozostali przy życiu. Sytuacja obrońców była wówczas już rozpaczliwa. Jordańczycy kontrolowali jedną czwartą dzielnicy, a obrońcom kończyła się amunicja, żywność, woda i leki dla rannych. W tej sytuacji Dawid Sze’alti’el zaapelował do Międzynarodowego Czerwonego Krzyża o pomoc w uzyskaniu zgody na ewakuację mieszkańców dzielnicy.
27 maja Jordańczycy wysadzili synagogę Hurwa, czym podłamali ducha obrońców dzielnicy. Następnego dnia, 28 maja 1948 roku, rozpoczęły się negocjacje o warunkach kapitulacji. Rozmowy prowadzono w obecności przedstawiciela ONZ, dr Askarta. Podpisane porozumienie zawierało pięć punktów: (1) cała broń i sprzęt wojskowy zostanie wydana; (2) wszyscy mężczyźni zdolni do noszenia broni pójdą do niewoli; (3) wszyscy mieszkańcy, kobiety i dzieci, ranni obrońcy, będą mogli swobodnie przejść do żydowskiej Zachodniej Jerozolimy; (4) król Abdullah gwarantował bezpieczeństwo wszystkim mieszkańcom opuszczającym dzielnicę; (5) Legion Arabski zajmuje w całości Dzielnicę Żydowską. Tego samego dnia wieczorem, wszyscy mieszkańcy Dzielnicy Żydowskiej opuścili Stare Miasto. Pomimo zawartego porozumienia, Jordańczycy nakazali oddzielenie 180 rannych leżących w szpitalu od pozostałych cywilnych mieszkańców dzielnicy. Dołączyli oni do pozostałych jeńców wojennych i zostali wywiezieni do obozu jenieckiego we wschodniej części Transjordanii, skąd powrócili do Izraela po dziewięciu miesiącach niewoli.

## Reakcje i następstwa
Zajęcie przez Jordańczyków Dzielnicy Żydowskiej Starego Miasta Jerozolimy było bardzo dotkliwą i bolesną stratą dla Żydów. Jordańczycy natychmiast przystąpili do usuwania wszystkich śladów żydowskości w mieście. Ogółem na Starym Mieście wysadzono 22 spośród 27 znajdujących się tam wcześniej synagog. Pozostałych pięć synagog zburzono w późniejszych latach. Dzielnica Żydowska wraz z całym Starym Miastem weszła w skład Wschodniej Jerozolimy i do 1967 roku znajdowała się pod jordańską okupacją, kiedy to po wojnie sześciodniowej znalazła się pod kontrolą Izraela.